# Pomniki w Gdańsku

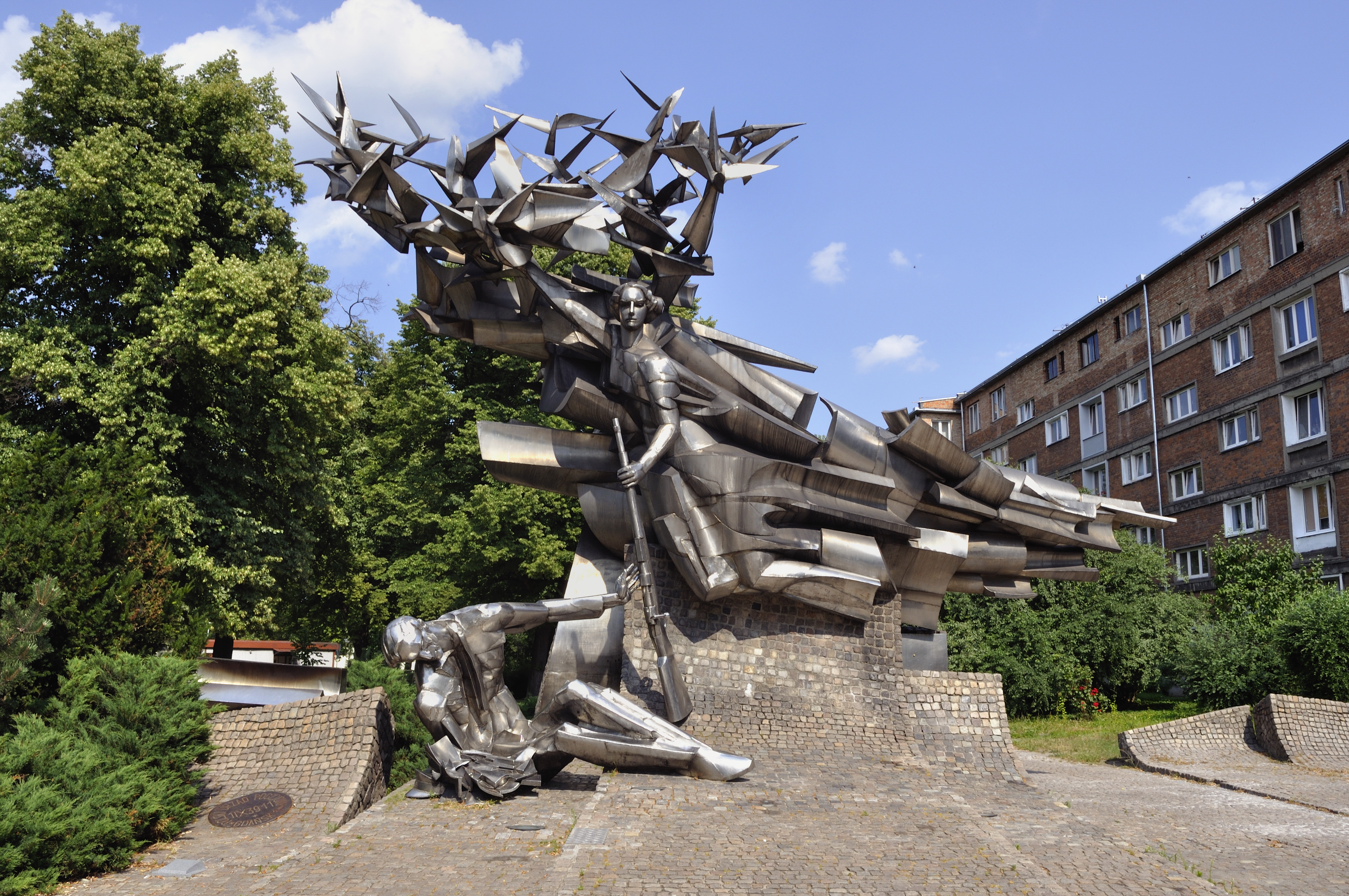
Obrońców Poczty Polskiej

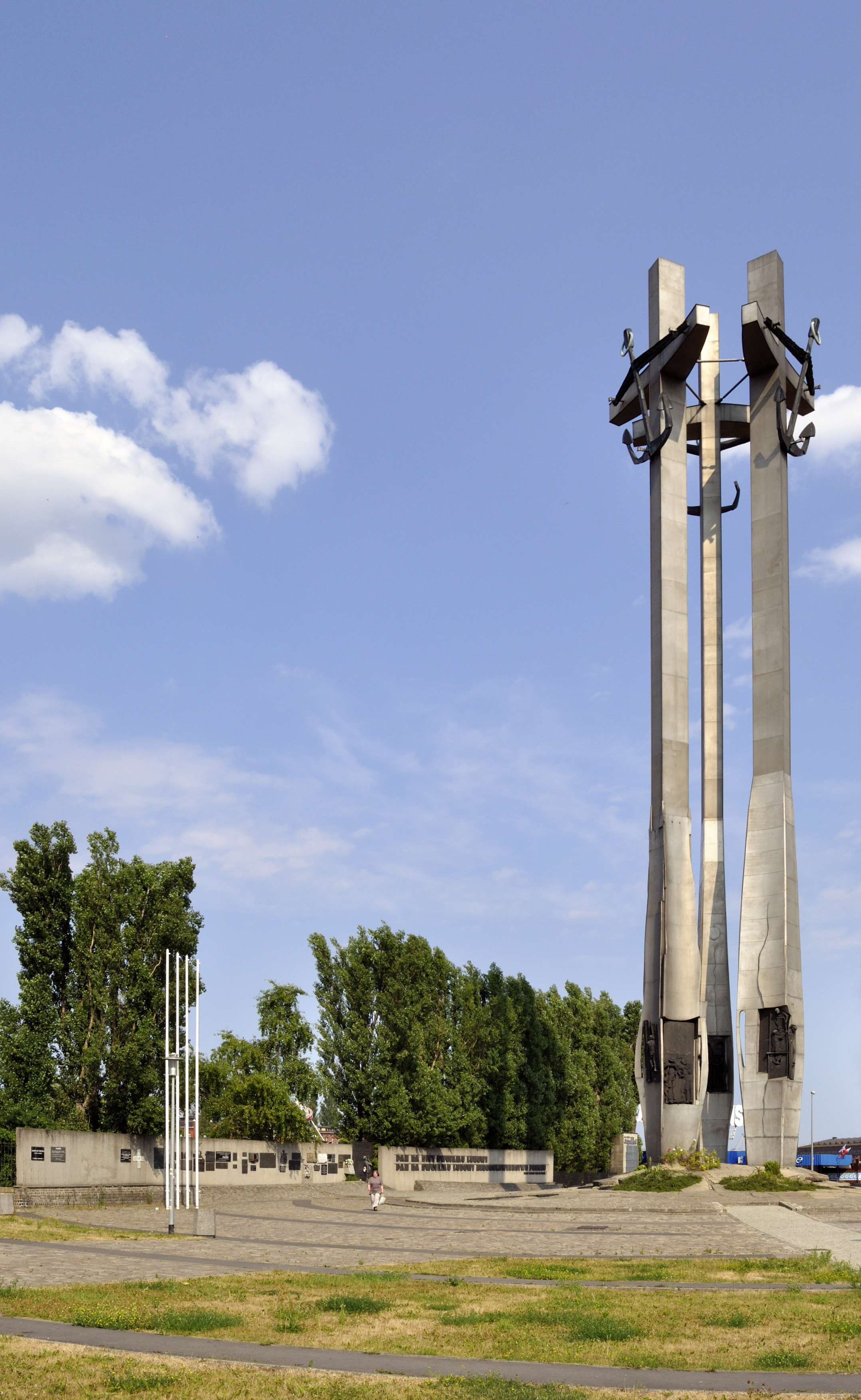
Poległych Stoczniowców 1970

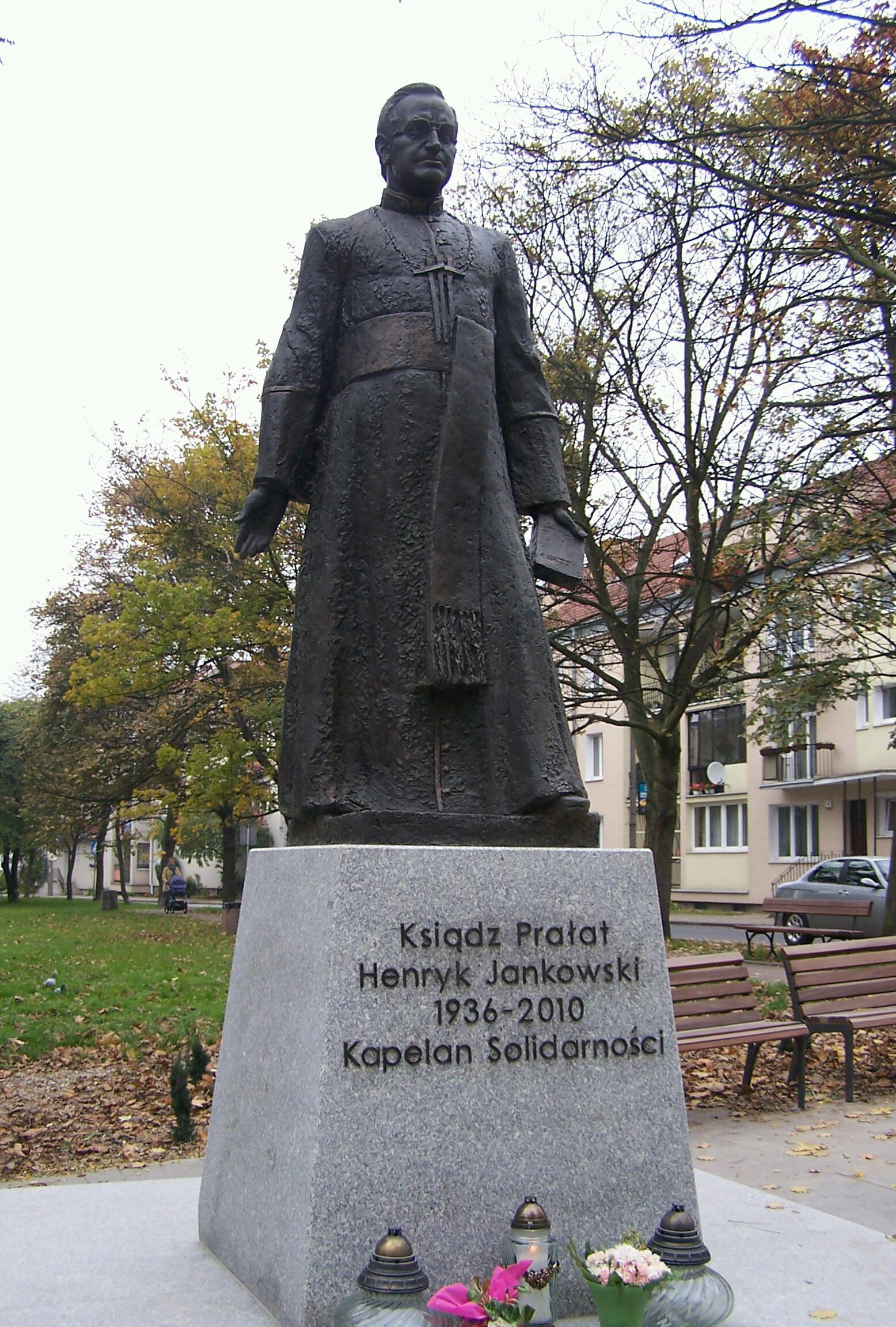
Pomnik Księdza Prałata Henryka Jankowskiego

Lista pomników i miejsc pamięci narodowej w Gdańsku:
- Cmentarz Nieistniejących Cmentarzy (kościół Bożego Ciała)
- Czołg na Westerplatte czołg 1 Brygady Pancernej im. Bohaterów Westerplatte
- Czołg w al. Zwycięstwa w Gdańsku - pierwszy czołg, który wjechał do Gdyni
- Drzewo Millennium (Targ Węglowy)
- Jana Gutenberga (Polana w lesie przy ul. Jaśkowa Dolina, Gdańsk–Wrzeszcz)
- Jana Heweliusza
- Króla Jana III Sobieskiego (Targ Drzewny) - przeniesiony z Wałów Hetmańskich we Lwowie
- Krzyż Milenijny (Góra Gradowa)
- Kwiat życia i pokoju w Gdańsku
- Marii Konopnickiej
- Obrońców Poczty Polskiej (pl. Obrońców Poczty Polskiej)
- Obrońców Wybrzeża (Westerplatte)
- Ofiarom Stanu Wojennego (Targ Rakowy)
- Papieża Jana Pawła II (Plac III Tysiąclecia Gdańsk-Zaspa)
- Poległych Stoczniowców 1970 (pl. Solidarności)
- Mrongowiusza (Kampus Uniwersytetu Gdańskiego, Gdańsk-Oliwa)
- Świętopełka Wielkiego
- Pomnik świętego Włodzimierza (Skwer Chrztu Rusi-Ukrainy)
- Tym, co za polskość Gdańska (ul. Podwale Staromiejskie)
- Żołnierzy rosyjskich (Grodzisko od strony ul. Dąbrowskiego) - najstarszy

Nieistniejące:
- Pomnik Marcina Lutra